# Pistolet Webley Mk I
Webley Mk I – brytyjski pistolet samopowtarzalny. Pierwszy pistolet samopowtarzalny przyjęty do uzbrojenia brytyjskich sił zbrojnych.

## Historia
W 1904 roku zakłady Webley&Scott rozpoczęły produkcję pistoletu M1904. Pomimo starań firmy Webley nie został on oficjalnie przyjęty do uzbrojenia armii brytyjskiej. W 1906 roku rozpoczęto prace nad nową konstrukcją, następcą M1904.
Nowy pistolet powstawał długo, ale ostatecznie w 1913 roku został oficjalnie przyjęty do uzbrojenia Royal Navy jako pistolet Mk I
Do 1915 roku pistoletu w wersji Mk II (z dostawną, drewnianą kolbą) używali brytyjscy lotnicy. Z uzbrojenia lotnictwa Mk I został wycofany po uzbrojeniu samolotów w lotnicze karabiny maszynowe.

## Opis
Webley Mk I był bronią samopowtarzalną. Zasada działania oparta na krótkim odrzucie lufy. Zamek ryglowany przez przekoszenie lufy. Płaska sprężyna powrotna umieszczona pod prawą okładką chwytu. Mechanizm uderzeniowy kurkowy, bez samonapinania.
Pistolet Mk I był zasilany ze wymiennego, jednorzędowego magazynka pudełkowego o pojemności 7 naboi.
Lufa gwintowana, posiadała siedem bruzd prawoskrętnych.
Przyrządy celownicze mechaniczne, stałe (muszka i szczerbinka).